# 高恆 (清朝)
高恆（1717年—1768年），字立斋，满洲镶黄旗人。清朝官员、外戚，文淵閣大學士高斌之子。姐為清高宗慧賢皇贵妃。

## 生平
乾隆初年，高恆以荫生授户部主事，再迁户部福建司郎中。十五年（1750），山东巡盐御史。出监山海关、淮安钞关（乾隆十七年至二十二年（1752-1757）连续两任淮安关监督，前后任者包括正黄旗满洲、内务府六库郎中兼两淮盐政普福，载伊龄阿辑纂《淮关统志》卷8，伊龄阿将普福错记为“镶黄旗”）、张家口榷税，署长芦盐政、天津总兵。乾隆二十二年（1757），官兩淮鹽政（两淮巡盐御史）达八年（前后任均为正黄旗满洲、内务府六库郎中普福（其子翰林祥庆），载曾国荃督修光绪版《两淮盐法志：职名表》卷131）。二十九年，授上驷院卿，仍领两淮盐政。乾隆三十年（1765），因从兄高晋为两江总督，当回避，召署户部侍郎。乾隆三十年至三十三年，任总管内务府大臣。三十二年，正白旗满洲副都统署吏部侍郎。
在兩淮鹽政任上，修建扬州瘦西湖五亭桥（又名莲花桥），“月满时每洞各衔一月，金色滉漾”。重建虹桥（又称红桥、大虹桥），上建过桥亭（李斗《揚州畫舫錄》卷10）。据《扬州画舫录》，乾隆二十二年，高御史开莲花埂新河（即瘦西湖）抵平山堂，两岸皆建名园。乾隆二十四年，完成扬州市河、护城河疏浚工程。但民间抱怨，“一物不知，惟以聚敛为平生主旨”。乾隆三十年（1765），刘茂吉（字其晖）绘《扬州两城图》，大街小巷，举目瞭然，巡盐御史高恒为记（载《扬州画舫录》卷9）。重修扬州大明寺平山堂，庐陵欧阳洽（字文达）辩方位，查堪舆（平山堂由北宋文学家欧阳修创建；欧阳洽系欧阳修后裔，著有《堪舆理数略》，与两江总督尹继善友善，载《扬州画舫录》卷16）。在扬州北郊二十四景之一“双峰云栈”的环绿阁处的栈道木桥石壁上题写“松风水月”四字（载《扬州画舫录》卷16）。
乾隆三十三年（1768年），两淮盐政尤拔世（胞兄内务府正黄旗汉军、江蘇巡撫安宁 (官员)）的奏折引发两淮盐引案，前盐政高恆、普福因侵吞盐引被處死，两淮盐运使卢见曾亦牵连入案。大学士傅恒（孝賢純皇后之弟）請求皇帝念在死去慧賢皇贵妃的情份上，姑免其死，乾隆曰：“如皇后兄弟犯法，当奈何？”傅恒遂不敢言。多人受牽連，議政大臣吏部尚書兼九門提督托恩多亦因變價私買高恒普福等抄家官物而被革職。有子高樸，因葉爾羌玉石案被處死。四子高杞，娶順貴人之姐。《清史稿》卷339有传。
父高斌任两淮盐政时，高恒师从桐城举人左廉（又左文廉，字策顽，号贲趾，其祖父浙江武康知县左国柱，曾祖明左忠毅公左光斗，载《桐城耆舊傳：左武康传第五十八》卷六），并为其父高斌校刻了《固哉草亭集：文集二卷，補遺一卷，詩集四卷》（乾隆27年（1762）刻）。翰林钱陈群赠诗《赠高使君兼寄呈东轩相公》（载钱陈群《香树斋集》），时高恒任山海关监督。两江总督尹继善赠诗《题高鹾使望云图》、《舟泊维阳赠高立斋鹾使》（载尹继善《尹文端公诗集》卷7、9）。刊刻范西屏的《桃花泉弈谱》（桃花泉位于扬州两淮巡盐御史府衙园中；康熙朝两淮巡盐御史曹寅曾作诗“桃花泉并序”，载其《楝亭詩鈔》卷5）。高斌、高恒父子与小说家夏敬渠交友，后者多有赠诗与高氏父子（载夏敬渠《浣玉轩集》卷4）。
高恆的舊宅邸位于北京宝钞胡同，在乾隆三十四年被改建為乾隆帝第七女固倫和靜公主府（后末期蒙古亲王那彦图居此，俗称那王府）。

## 家庭

### 祖父母
- 祖父：高衍中，內務府郎中兼参领佐領。
- 祖母：李氏，封一品誥命夫人。

### 父母、妻
- 父亲：高斌，清朝官員，官至大學士、河道總督，清朝的治河名臣。
- 母亲：馬氏（父内务府正白旗汉军、骁骑校马维藩（又馬維范）；先祖吏部尚書桑格），其父二继室。
- 父之原配：陳氏。
- 父之继室：祁氏。
- 妻那拉氏（父鑲黃旗滿洲、光祿寺少卿兼佐領德爾弼，曾任镶黄旗满洲第五㕘领第五佐领（系康熙十三年编立，据《钦定八旗通志》）；始祖“賴都，鑲黄旗人，世居葉赫地方，天聰時来歸。其子常喀原任上駟院大臣，布顔原任佐領……元孫赫成額原任户部侍郎……四世孫徳爾弼現任光禄寺少卿兼佐領”（据《八旗滿洲氏族通譜》卷22））。

### 兄弟姐妹
- 長姊：慧賢皇貴妃，清高宗之皇貴妃。
- 次姊：高佳氏，嫁大学士鄂爾泰二子鄂實（副都统，殉难于大小和卓之战，授骑都尉又一云骑尉世职）。
- 三妹：高佳氏，嫁內務府正黃旗漢軍韓錦（內務府正黄旗蒙古、乾隆四十五年（1780年）庚子恩科进士、诗人法式善的外祖父）。
- 四妹：高佳氏。

### 親戚
- 伯父：高述明，娶內務府員外郎朱國善長女，朱氏。清朝官員，任涼州總兵。
- 叔父：高钰 (清朝)，娶鍾國鼎次女，鍾氏。
- 長堂兄：圖克善，高述明之長子，娶頭等侍衛祁七十之長女，祁氏。
- 次堂兄：高誠，高述明之二子，娶護軍參領哈爾敏之女，趙氏。
- 三堂弟：高寧，高述明之三子，娶侯選州同八海之次女，王氏。
- 四堂弟：高晉，高述明之四子，娶刑部員外郎王德林之女，王氏。官至文淵閣大學士，历任安徽巡撫、南河總督、兩江總督。
- 五堂弟：高泰，高述明之五子，娶內務府郎中董殿邦之次女，董氏。
- 六堂弟：高坤，高述明之六子，娶總領崔默爾森額之女，陳氏。側室，三等侍衛傅爾敦之次女，富察氏。
- 七堂弟：高復，高述明之七子，娶內務府員外郎長齡之女，祁氏。
- 堂姊高佳氏，嫁正蓝旗汉军、二等侍卫胡照（父头等侍卫永慶；后代有道光三十年庚戌（1850）进士吉惠 (道光进士)）。
- 堂妹高佳氏，嫁内务府正白旗汉军、内务府佐领李維屏（又名黑達塞；祖父总管内务府大臣李延禧）。

### 子女、侄
- 長子：高樸（？-1778），曾任镶黄旗满洲第四㕘领第二佐领（前任副都统图桑阿，后任有内大臣海兰察，载《钦定八旗通志》；高樸从堂弟保宁（祖父高鈺 (清朝)）中文举时，亦隶此镶黄旗佐领下），历官都察院左副都御史、兵部右侍郎。任叶尔羌办事大臣时，因贪墨遭诛，為葉爾羌玉石案之主犯。
- 次子：高枋，蓝翎侍衛。妻鈕祜祿氏（父鑲黃旗滿洲托雲，祖父達色，曾祖一等公法喀；胞姊鈕祜祿氏，分别嫁胞兄弟、正黄旗满洲伊爾根覺羅氏按臨与乾隆四十八年癸卯（1783）科舉人督倫（父乾隆十七年壬申（1752）科舉人明德布，祖父武英殿大学士阿尔泰 (清朝)））。
- 三子：高栻。
- 四子：瑪尚阿巴圖魯高杞（字南有；巴圖魯为勇号、赐武将的封号；1749-1826），授一等輕車都尉、紫禁城内骑马，历任内务府郎中，河南巡抚、嘉庆二年湖北巡抚、嘉庆七年湖南巡抚、热河都统（嘉慶十八年至十九年（1813-1814））、烏嚕木齊都統、陝甘總督，嘉庆十八年刑部左侍郎兼总管内务府大臣；娶乾隆帝順貴人之姐鈕祜祿氏（胞兄鑲黃旗滿洲、兵部尚书福庆，父云贵与湖广總督愛必達，祖父領侍衛內大臣、一等公尹德，曾祖一等公遏必隆）。
  - 孙儿高焯（字蓉波），嘉慶戊辰科舉人，著有《蓉波詩草》（嘉庆25年刻本）。妻鈕祜祿氏（父镶黄旗满洲特松額，祖父二等果毅公策楞，伯祖父一等果毅繼勇公阿里袞，曾祖一等公尹德）。
  - 孙儿高勳。
  - 孙女高佳氏，側福晉嫁惇恪親王綿愷即嘉庆帝第三子（綿愷嫡福晋鈕祜祿氏系鑲黃旗滿洲、兵部尚书福庆之女）。
  - 孙女高佳氏，嫁嘉慶己巳恩科進士、镶蓝旗宗室崇碩（胞兄嘉慶乙丑科進士宗室崇弼；父宗室書約，母尚福娥，即内务府正白旗汉军、熱河總管尚福海之女）。养子道光庚子科進士宗室和潤（胞兄道光丙申科進士宗室和淳）。
  - 孙女高佳氏，嫁內務府正白旗滿洲、嘉慶辛未科進士索綽絡氏奎耀（父乾隆癸丑科進士英和，祖父乾隆二年丁巳恩科進士德保 (清朝)）。
  - 孙女高佳氏，嫁頭等侍衛、正蓝旗宗室榮壽（父兵部尚書文莊公禧恩，母鈕祜祿氏（父鑲黃旗滿洲、山東巡撫同興（又佟興），高祖一等公法喀））。
- 女高佳氏，原配嫁鑲白旗滿洲烏拉納喇氏蘇第察（父總管內務府大臣誠毅公三和；胞姊納喇氏嫁正白旗满洲、一等果毅繼勇公鈕祜祿氏豐昇額，其父一等果毅繼勇公阿里袞）。继妻李氏（父正藍旗漢軍、貴州巡撫李本，先祖明末清初将领李永芳），二继妻愛新覺羅氏（父宗室福明阿，先祖多羅貝勒諾尼）。
- 長堂侄：高書麟，高晉之長子。清朝官員，任安徽巡撫、湖廣總督、清朝吏部尚書。
- 次堂侄：廣厚，高晉之次子，乾隆四十三年（1778年）戊戌科进士、湖南巡撫。
- 三堂侄：廣興 (高佳氏)，高晉之三子，总管内务府大臣。

## 延伸阅读
[在维基数据编辑]
 《清史稿/卷319》
 《清史稿/卷339》，出自趙爾巽《清史稿》